# Saint-Martin-du-Puy (Gironde)
Pour les articles homonymes, voir Saint-Martin-du-Puy et Saint-Martin.
Saint-Martin-du-Puy est une commune du Sud-Ouest de la France, située dans le département de la Gironde, en région Nouvelle-Aquitaine.
Ses habitants sont appelés les Saint-Martinois.

## Géographie

### Localisation
Située en Guyenne, dans le Vignoble de l'Entre-Deux-Mers, la commune se trouve dans l'Entre-deux-Mers, à 57 km à l'est-sud-est de Bordeaux, chef-lieu du département, à 22,2 km au nord-est de Langon, chef-lieu d'arrondissement et à 6,5 km au sud-est de Sauveterre-de-Guyenne, ancien chef-lieu de canton.

### Communes limitrophes
Les communes limitrophes en sont Caumont au nord-est, Castelmoron-d'Albret au nord-est également sur 2 à 300 mètres, Rimons à l'est, Landerrouet-sur-Ségur au sud-est, Saint-Martin-de-Lerm au sud, Saint-Hilaire-du-Bois au sud-ouest sur 5 à 600 mètres et Sauveterre-de-Guyenne au nord-ouest.
| Sauveterre-de-Guyenne |                      | Caumont Castelmoron-d'Albret |
|                       | Saint-Martin-du-Puy  | Rimons                       |
| Saint-Hilaire-du-Bois | Saint-Martin-de-Lerm | Landerrouet-sur-Ségur        |

### Climat
Pour des articles plus généraux, voir Climat de la Nouvelle-Aquitaine et Climat de la Gironde.
Historiquement, la commune est exposée à un climat océanique aquitain.  
En 2020, Météo-France publie une typologie des climats de la France métropolitaine dans laquelle la commune est exposée à un climat océanique et est dans la région climatique  Aquitaine, Gascogne, caractérisée par une pluviométrie abondante au printemps, modérée en automne, un faible ensoleillement au printemps, un été chaud (19,5 °C), des vents faibles, des brouillards fréquents en automne et en hiver et des orages fréquents en été (15 à 20 jours).
Pour la période 1971-2000, la température annuelle moyenne est de 13 °C, avec une amplitude thermique annuelle de 15,4 °C. Le cumul annuel moyen de précipitations est de 836 mm, avec 11,4 jours de précipitations en janvier et 6,4 jours en juillet. Pour la période 1991-2020, la température moyenne annuelle observée sur la station météorologique la plus proche, située sur la commune de Talence à 5,31 km à vol d'oiseau, est de 14,3 °C et le cumul annuel moyen de précipitations est de 884,0 mm,. Pour l'avenir, les paramètres climatiques de la commune estimés pour 2050 selon différents scénarios d’émission de gaz à effet de serre sont consultables sur un site dédié publié par Météo-France en novembre 2022.

## Urbanisme

### Typologie
Au 1er janvier 2024, Saint-Martin-du-Puy est catégorisée commune rurale à habitat très dispersé, selon la nouvelle grille communale de densité à sept niveaux définie par l'Insee en 2022.
Elle est située hors unité urbaine et hors attraction des villes,.

### Occupation des sols

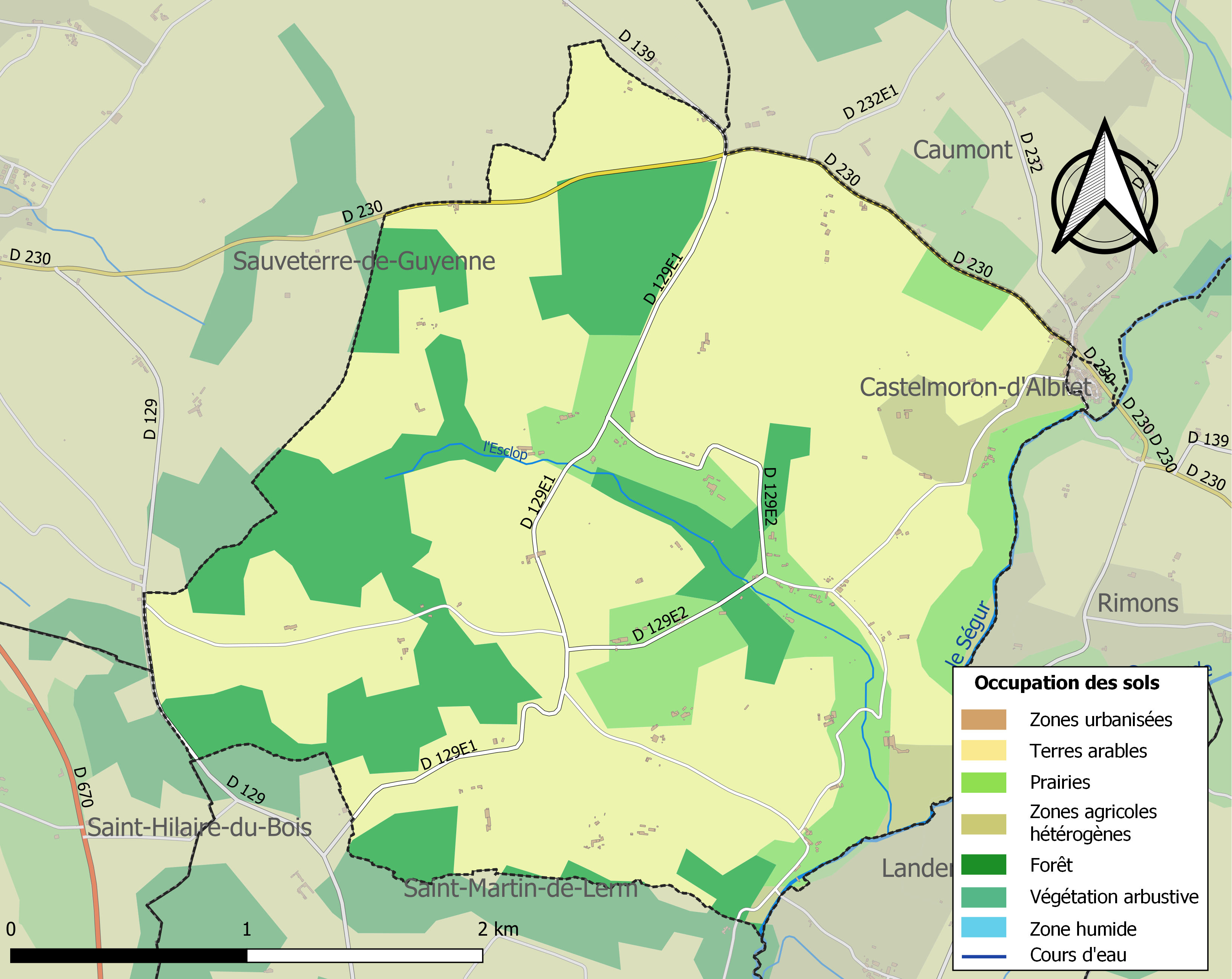
Carte des infrastructures et de l'occupation des sols de la commune en 2018 (CLC).

L'occupation des sols de la commune, telle qu'elle ressort de la base de données européenne d’occupation biophysique des sols Corine Land Cover (CLC), est marquée par l'importance des territoires agricoles (78,8 % en 2018), en augmentation par rapport à 1990 (77 %). La répartition détaillée en 2018 est la suivante : 
cultures permanentes (61,5 %), forêts (21,2 %), prairies (13,2 %), zones agricoles hétérogènes (4,1 %). L'évolution de l’occupation des sols de la commune et de ses infrastructures peut être observée sur les différentes représentations cartographiques du territoire : la carte de Cassini (XVIIIe siècle), la carte d'état-major (1820-1866) et les cartes ou photos aériennes de l'IGN pour la période actuelle (1950 à aujourd'hui).

### Voies de communication et transports
La commune est bordée, au nord, par la route départementale D230 qui relie Sauveterre-de-Guyenne au nord-ouest à Monségur au sud-est. Le bourg, relativement isolé, est desservi par des petites routes départementales telles que la D129e1 et la D129e2 qui permettent de rejoindre les villages alentour et les routes de plus grande importance.

L'accès le plus proche à l'autoroute A62 (Bordeaux-Toulouse) est le no 4, dit de La Réole, distant de 21 km par la route vers le sud.

L'accès no 1, dit de Bazas, à l'autoroute A65 (Langon-Pau) se situe à 38 km vers le sud-sud-ouest.

L'accès le plus proche à l'autoroute A89 (Bordeaux-Lyon) est celui de l'échangeur autoroutier avec la route nationale 89 qui se situe à 38 km vers le nord-ouest.
La gare SNCF la plus proche est celle, distante de 13 km par la route vers le sud, de La Réole sur la ligne Bordeaux-Sète du TER Nouvelle-Aquitaine.

### Risques majeurs
Le territoire de la commune de Saint-Martin-du-Puy est vulnérable à différents aléas naturels : météorologiques (tempête, orage, neige, grand froid, canicule ou sécheresse) et séisme (sismicité très faible). Un site publié par le BRGM permet d'évaluer simplement et rapidement les risques d'un bien localisé soit par son adresse soit par le numéro de sa parcelle.

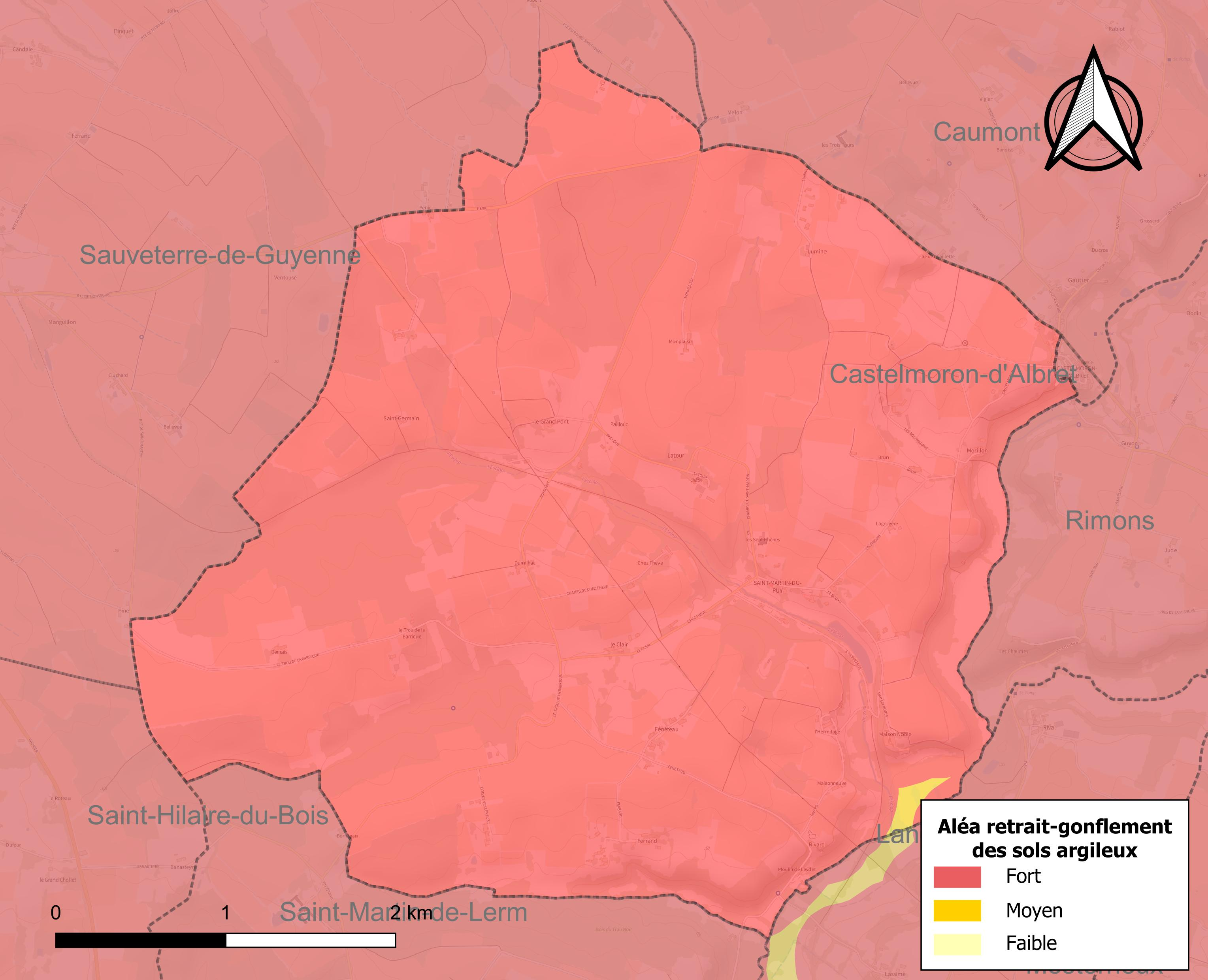
Carte des zones d'aléa retrait-gonflement des sols argileux de Saint-Martin-du-Puy.

Le retrait-gonflement des sols argileux est susceptible d'engendrer des dommages importants aux bâtiments en cas d’alternance de périodes de sécheresse et de pluie. La totalité de la commune est en aléa moyen ou fort (67,4 % au niveau départemental et 48,5 % au niveau national). Sur les 104 bâtiments dénombrés sur la commune en 2019, 104 sont en aléa moyen ou fort, soit 100 %, à comparer aux 84 % au niveau départemental et 54 % au niveau national. Une cartographie de l'exposition du territoire national au retrait gonflement des sols argileux est disponible sur le site du BRGM,.
La commune a été reconnue en état de catastrophe naturelle au titre des dommages causés par les inondations et coulées de boue survenues en 1982, 1999 et 2009.

## Toponymie
Le nom de la commune est Sent Martin deu Potz en gascon, littéralement Saint-Martin-du-Puy.

## Histoire
À la Révolution, la paroisse Saint-Martin-du-Puy forme la commune de Saint-Martin-du-Puy.

## Politique et administration
| Période                                  | Période   | Identité      | Étiquette | Qualité      |
| ---------------------------------------- | --------- | ------------- | --------- | ------------ |
| mars 2001                                | mars 2014 | André Gouache |           |              |
| mars 2014                                | En cours  | Martine Lopez |           | Agricultrice |
| Les données manquantes sont à compléter. |           |               |           |              |

## Démographie
L'évolution du nombre d'habitants est connue à travers les recensements de la population effectués dans la commune depuis 1793. Pour les communes de moins de 10 000 habitants, une enquête de recensement portant sur toute la population est réalisée tous les cinq ans, les populations de référence des années intermédiaires étant quant à elles estimées par interpolation ou extrapolation. Pour la commune, le premier recensement exhaustif entrant dans le cadre du nouveau dispositif a été réalisé en 2004.

En 2022, la commune comptait 159 habitants, en évolution de −16,32 % par rapport à 2016 (Gironde : +6,91 %, France hors Mayotte : +2,11 %).
| 1793 | 1800 | 1806 | 1821 | 1831 | 1836 | 1841 | 1846 | 1851 |
| ---- | ---- | ---- | ---- | ---- | ---- | ---- | ---- | ---- |
| 366  | 344  | 362  | 333  | 400  | 420  | 411  | 345  | 330  |

| 1856 | 1861 | 1866 | 1872 | 1876 | 1881 | 1886 | 1891 | 1896 |
| ---- | ---- | ---- | ---- | ---- | ---- | ---- | ---- | ---- |
| 338  | 371  | 347  | 346  | 305  | 314  | 308  | 266  | 393  |

| 1901 | 1906 | 1911 | 1921 | 1926 | 1931 | 1936 | 1946 | 1954 |
| ---- | ---- | ---- | ---- | ---- | ---- | ---- | ---- | ---- |
| 291  | 297  | 272  | 282  | 250  | 268  | 276  | 266  | 272  |

| 1962 | 1968 | 1975 | 1982 | 1990 | 1999 | 2004 | 2006 | 2009 |
| ---- | ---- | ---- | ---- | ---- | ---- | ---- | ---- | ---- |
| 247  | 231  | 205  | 237  | 242  | 228  | 212  | 214  | 201  |

| 2014 | 2019 | 2022 | - | - | - | - | - | - |
| ---- | ---- | ---- | - | - | - | - | - | - |
| 192  | 168  | 159  | - | - | - | - | - | - |

## Lieux et monuments
- L'église Saint-Martin, de style roman, est assez remarquable et a été rénovée dans les années 2000. Perchée au sommet d'une éminence et soutenue par un mur ancien, elle surplombe une petite plaine.

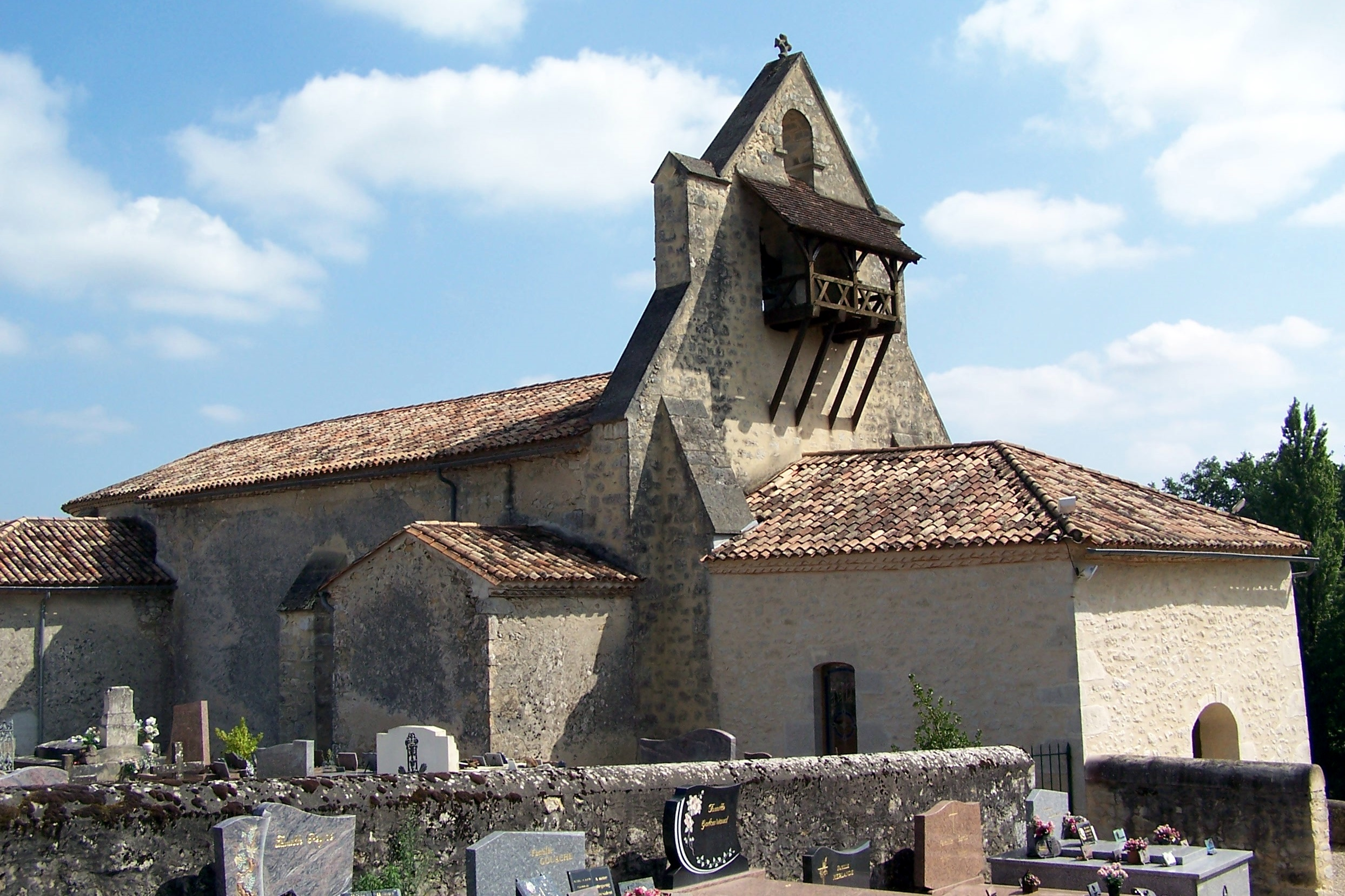
L'église Saint-Martin (août 2011).
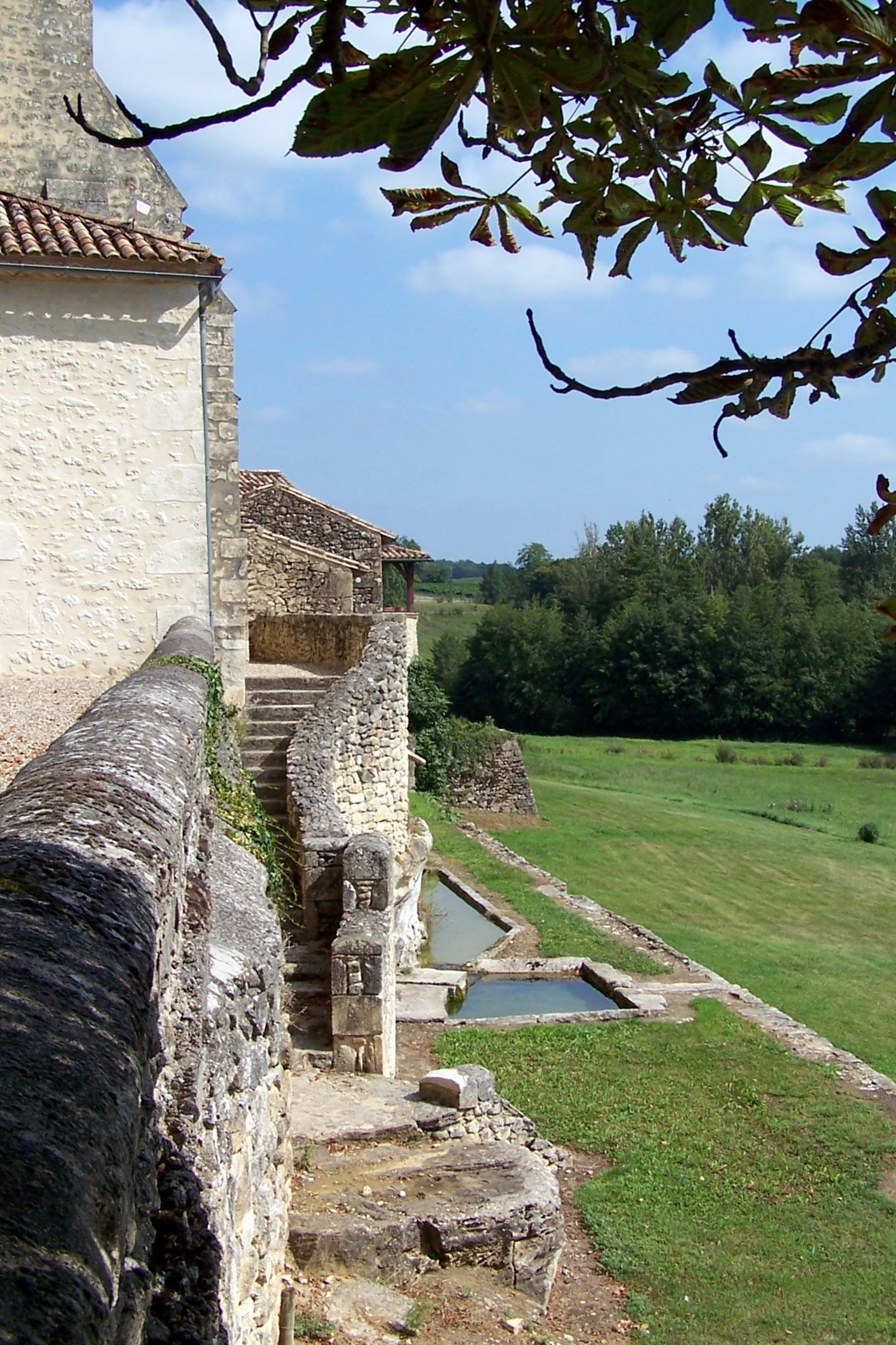
Le mur de soutènement (août 2011).
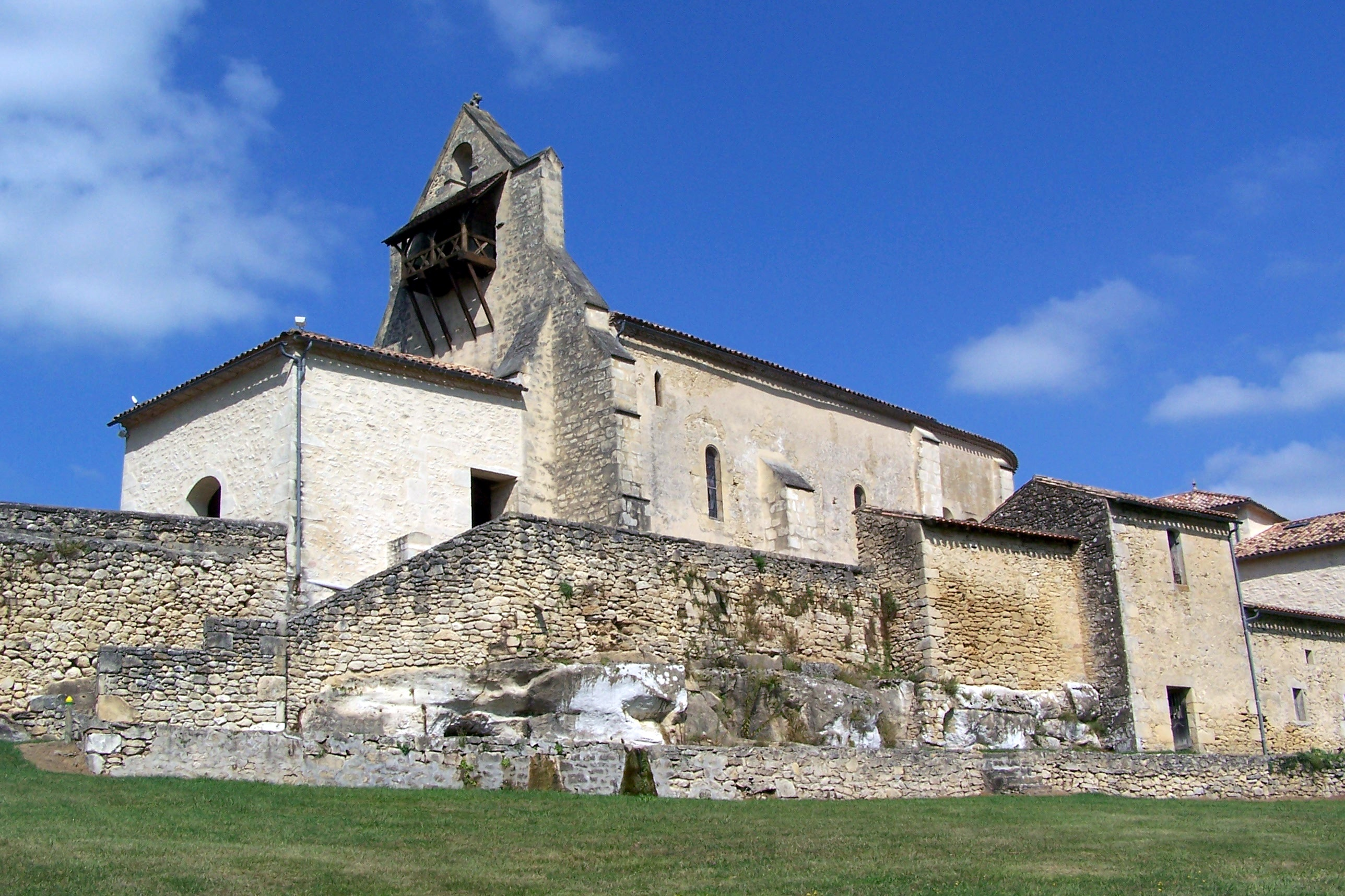
L'église vue de la plaine en contrebas (août 2011).
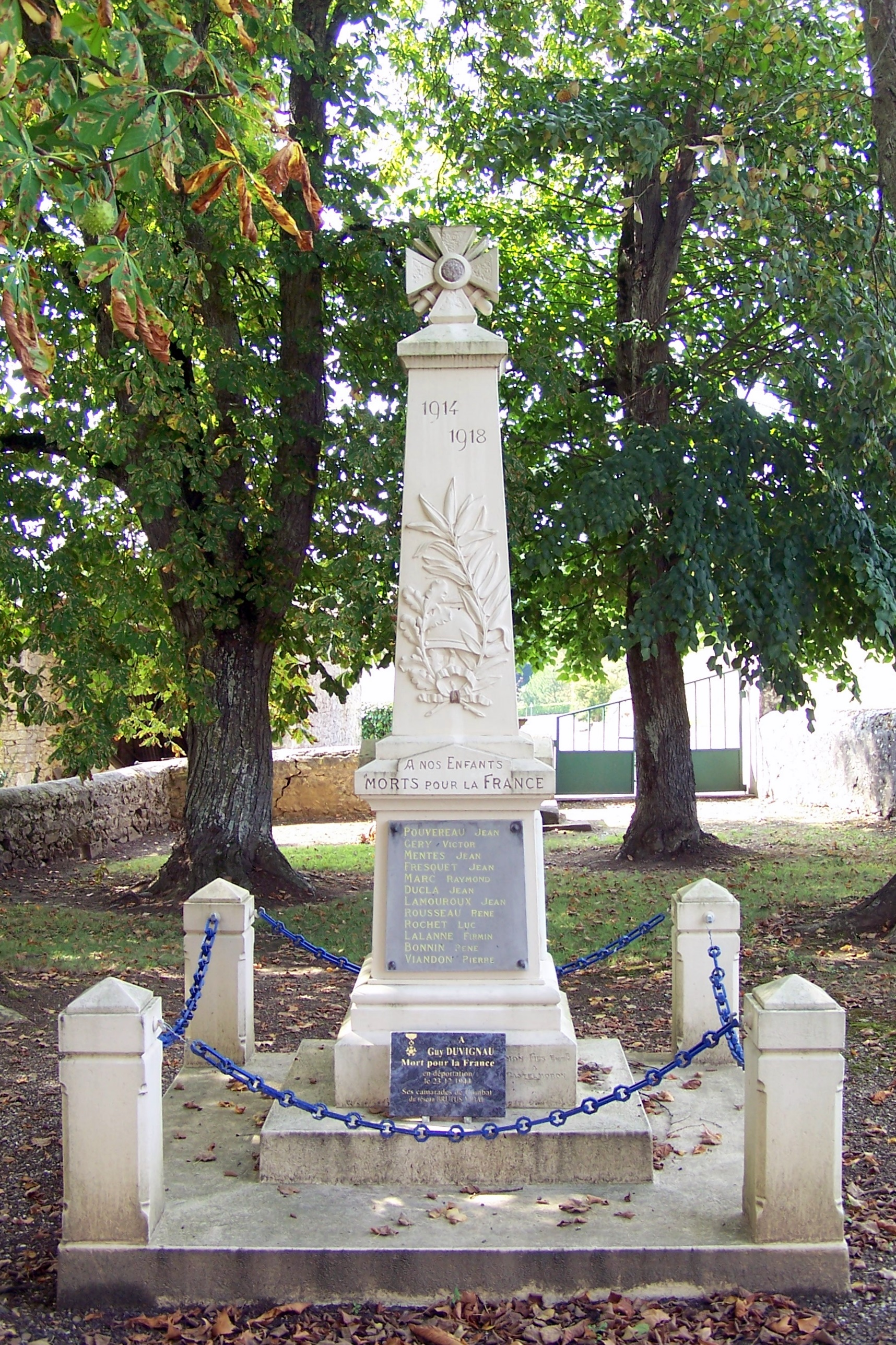
Le monument aux morts dans le square devant l'église (août 2011).